# 두미트루 모라루
두미트루 모라루(루마니아어: Dumitru Moraru, 1956년 5월 8일, 부쿠레슈티 ~)는 루마니아의 전직 프로 축구 선수로, 1972년부터 1991년까지 현역 시절에 골키퍼로 활약했다.

## 클럽 경력
두미트루 모라루는 부쿠레슈티 출신으로 판텔리몬 동에서 유년 시절을 보냈고, 1966년에 메탈룰 부쿠레슈티에서 축구를 시작했는데, 그는 동료가 말하길 체체파리에 물린 것처럼 많이 잤기 때문에 "체체"(Țețe)라는 별칭으로 수식되었다. 메탈룰 1군 선수로 2년을 보낸 그는 디비지아 B 경기에 56번 출전했고, 이후 스테아우아 부쿠레슈티로 이적했다. 그는 1974년 8월 25일에 콘스탄틴 테아슈커 감독의 지도 하에 디나모 부쿠레슈티와의 더비 디비지아 A 경기에 출전했는데, 이 경기는 0-2로 패했지만, 에프티미에 이오네스쿠 "스포르툴" 기자는 패한 쪽의 골키퍼임에도 불구하고 8점의 후한 평점을 주었다. 그는 1975-76 시즌 리그 경기에 24번 출전했고, 1977-78 시즌에는 26번 출전해 스테아우아가 이 두 시즌에 리그 정상에 오르도록 도왔고, 1975-76 시즌에는 쿠파 로므니에이도 손에 넣었다. 그는 스포르툴 스투덴체스크에서 3년을 보내며 1979-80년 발칸컵을 우승했다. 모라루는 스포르툴 스투덴체스크를 떠난 후 1981년에 디나모 부쿠레슈티로 이적했고, 처음 3년 동안 매 시즌 31번의 리그 경기에 출전해 3번 연속 리그를 우승했고, 1981-82 시즌에는 UEFA컵에서 인테르나치오날레 밀라노를 이겼고, 1983-84 시즌에는 주장으로 8경기 출전해 유러피언컵 준결승행에 일조했다. 디나모 소속으로 8년을 보내며, 그는 디비지아 A를 3번 우승했고, 쿠파 로므니에이도 3번 들어올렸고, 이후 모라루는 동료 코스텔 오라크와 알렉산드루 니콜라에와 빅토리아 부쿠레슈티로 이적했지만, 얼마 지나지 않아 모라루는 노르웨이의 스타르트로 이적해 2년 동안 41번의 리그 경기에 출전한 후 장갑을 벗었는데, 그는 현역 시절에 디비지아 A 경기에 총 393번, 유럽대항전 경기에 33번 출전했다.

## 국가대표팀 경력
두미트루는 루마니아 국가대표팀 경기에 38번 출전했는데, 1975년 9월 24일, 발렌틴 스터네스쿠 감독은 1-1로 비긴 그리스와의 1973-76 시즌 발칸컵 경기에서 그에게 첫 출전 기회를 주었다. 그는 1978년과 1982년 월드컵 예선전 경기에 1경기씩 출전했고, 본선행에 성공한 유로 1984 예선전에는 3번 출전해 미르체아 루체스쿠 감독은 0-1로 패한 포르투갈과의 대회 본선 조별 리그 경기에서 그를 출전시켰다. 모라루는 1986년 월드컵 예선전과 유로 1988 예선전에서 1경기씩 출전했고, 그의 마지막 국가대표팀 경기는 3-3으로 비긴 동독과의 1988년 3월 30일 친선경기였다.

## 수상
스테아우아 부쿠레슈티
- 디비지아 A: 1975–76, 1977–78[2]
- 쿠파 로므니에이: 1975–76[2]

스포르툴 스투덴체스크
- 발칸컵: 1979–80[4][5]

디나모 부쿠레슈티
- 디비지아 A: 1981–82, 1982–83, 1983–84[2]
- 쿠파 로므니에이: 1981–82, 1983–84, 1985–86[2]

개인
- 루마니아 올해의 축구 선수 5위: 1984

## 참고
1. ↑  루마니아 올림픽 국가대표팀 경기 1회 출전 포함.[1][2]